# الزوجة السابعة (فلم)
فيلم أُنتج عام 1950 من بطولة محمد فوزي، وماري كويني.

## قصة الفيلم
وحيد بك ضياء الدين (محمد فوزي) يتزوج كل مرة امرأة لسنة واحدة على أمل أن تنجب له طفلاً. إلى أن تزوج سميحة (ماري كويني) الزوجة السابعة في حياته، وهي تعتقد أنها الأولى، وحين تعلم أنها الزوجة السابعة تشعر بالخديعة، لكنها تتردد في الانفصال، حتى لا يكون عدم زواجها عقبة أمام زواج أختها الصغرى سعاد (شادية)، ناهيك عن عن إبداء وحيد حبه لها.

## أغاني الفيلم
أغاني الفيلم من تأليف مأمون الشناوي، وفتحي قورة، وتلحين محمد فوزي.

## مصدر
صفحة الفيلم على قاعدة بيانات الأفلام العربية.

## وصلات خارجية
- مقالات تستعمل روابط فنية بلا صلة مع ويكي بيانات
- الزوجة السابعة على موقع الدهليز
- الزوجة السابعة على موقع كاروهات